# American Bandstand
American Bandstand è stato un famoso programma televisivo musicale originario degli Stati Uniti trasmesso in varie versioni dal 1952 al 1989 e presentato dal 1956 fino alla stagione conclusiva da Dick Clark, che ne era anche il produttore.
La popolarità dello show ha aiutato Dick Clark a diventare un magnate dei media americani e ha ispirato simili programmi musicali di lunga durata come Soul Train e Top of the Pops. Dopo il successo, Clark assunse la proprietà del programma attraverso la sua società Dick Clark Productions.

## Storia
American Bandstand ha esordito a livello locale a fine marzo del 1950 col titolo Bandstand sulla stazione televisiva di Filadelfia WFIL-TV Channel 6 (ora WPVI-TV). Presentato da Bob Horn come un complemento televisivo al suo programma radiofonico omonimo sulla radio WFIL, Bandstand presentava principalmente cortometraggi prodotti da Snader Telescriptions e Official Films, con occasionali ospiti in studio. Questa incarnazione è stata una delle prime predecessore di alcuni video musicali che sono diventati popolari negli anni '80.

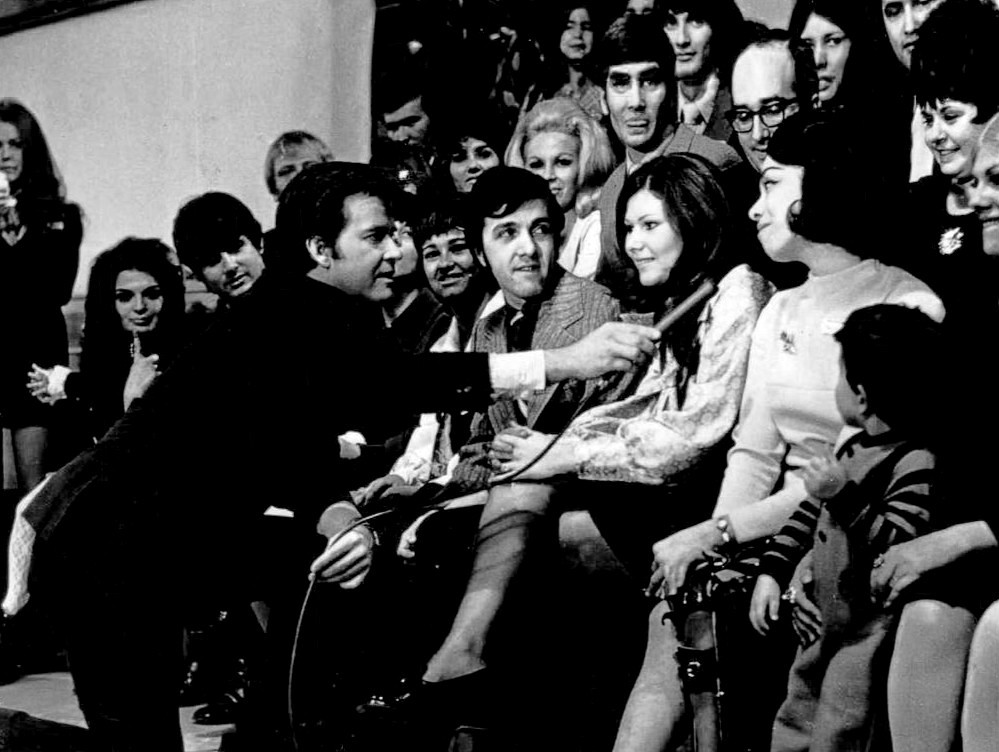
Dick Clark in un'immagine scattata nel 1970 durante il programma.

Horn, tuttavia, era disincantato dal programma, quindi volle che lo spettacolo fosse cambiato in un programma di danza, con adolescenti che ballavano davanti alla telecamera mentre i dischi suonavano, basato su un'idea che proveniva da un programma radiofonico su WPEN, The 950 Club, presentato da Joe Grady e Ed Hurst. Questa versione più familiare di Bandstand ha debuttato il 7 ottobre 1952 e fu la versione definitiva per alcuni anni alternando vari presentatori e con alcuni cambiamenti fino all'arrivo di Dick Clark nel 1956 quando il programma venne acquistato dalla ABC che lo rinominò American Bandstand e lo rese famoso in tutti gli USA rendendo Clark il presentatore storico e in seguito anche il produttore.
Il programma divenne un grande successo e andò in onda dal lunedì al venerdì fino al 1963. Fu poi trasferito al sabato e trasmesso da Hollywood fino al 1989.

## Ospiti
Al programma, nel corso degli anni, parteciparono come ospiti o si esibirono moltissimi cantanti e musicisti tra questi: Michael Jackson, Madonna, The Doors, David Bowie, Prince, i Pink Floyd, Aerosmith, Jackson 5, Cher, Janet Jackson, Tina Turner, ABBA, Bee Gees, Carl Carlton e molti altri.

## Edizioni speciali per gli anniversari

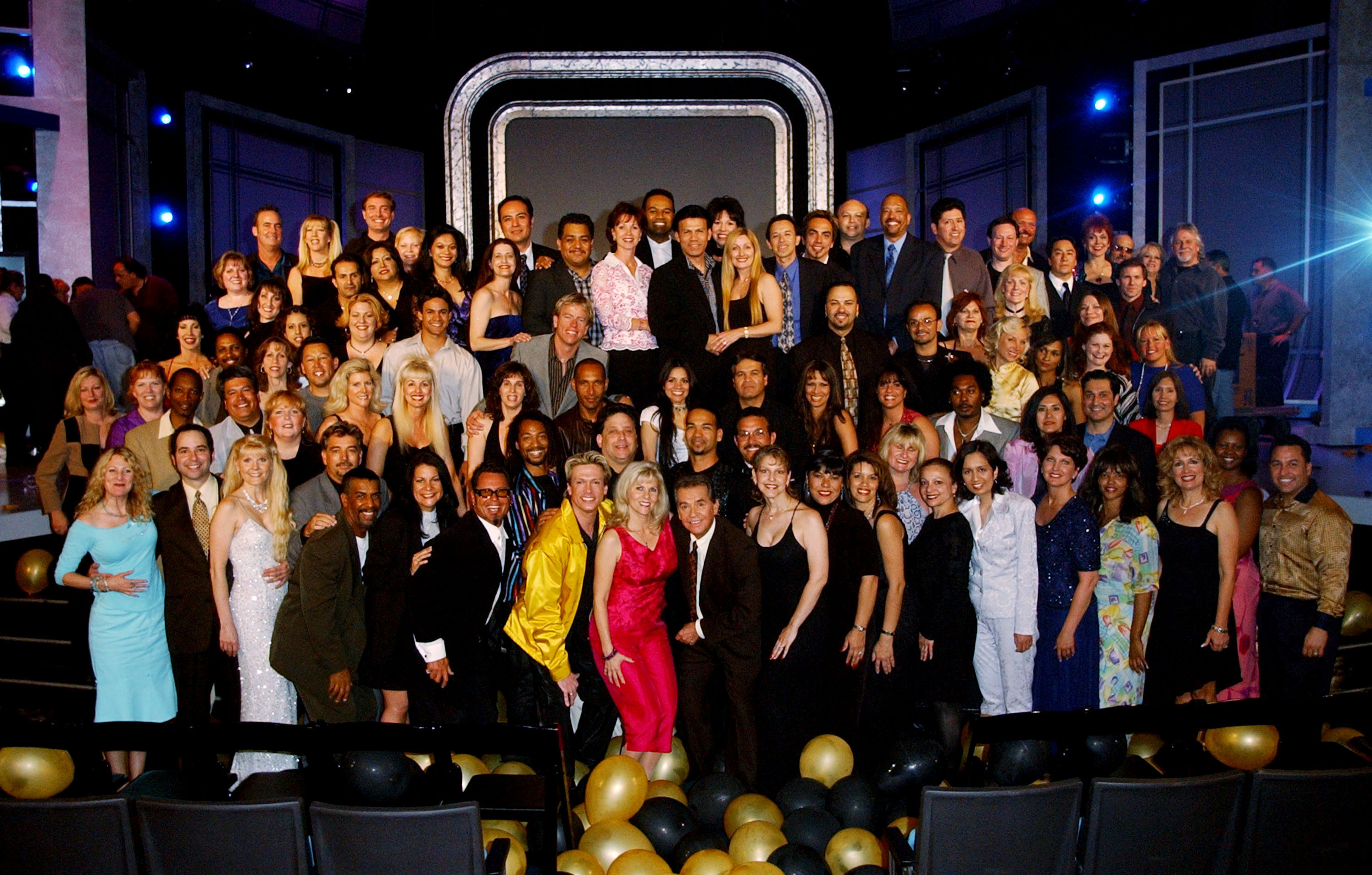
Un'immagine scattata nel 2002 durante la serata realizzata per commemorare i 50 anni del programma.

Varie edizioni speciali del programma vennero realizzate per alcuni anniversari, incluse due edizioni realizzate anche dopo la fine del programma come quella per il 40º anniversario, nel 1992, e quella per il 50º anniversario, nel 2002. Quest'ultima vide la presenza di grandi nomi dello spettacolo americano che erano stati ospiti in passato nel programma, tra i quali spiccava Michael Jackson che si esibì in una versione live speciale della sua canzone Dangerous, e che non partecipava allo show dai tempi dei Jackson 5. Quest'esibizione è una delle ultime performance televisive del cantante e ballerino statunitense prima della sua prematura scomparsa nel 2009.
- American Bandstand 20th Anniversary (1973)
- American Bandstand 25th Anniversary (1977)
- American Bandstand 30th Anniversary (1982)
- American Bandstand 33 1/3 Celebration (1985)
- American Bandstand 40th Anniversary (1992)
- American Bandstand 50th Anniversary (2002)

## Nella cultura di massa
- Nella sua canzone Sweet Little Sixteen, registrata nel 1958, Chuck Berry cita il nome del programma nel passaggio del testo: "Cause they'll be rocking on Bandstand in Philadelphia, PA" ("Perché suoneranno su Bandstand a Philadelphia, PA")
- Nel film musical Grease (1978) il programma in diretta nazionale intitolato National Bandstand era un tributo all'American Bandstand.
- Nel film 1997: Fuga da New York (1981), si può sentire la sigla del programma in una scena ambientata su di un Taxi e verso la fine quando Jena Plissken prende il nastro del Presidente e lo sostituisce con il nastro che aveva il tema di American Bandstand.
- Nel lyric video della canzone Cheap Thrills di Sia del 2016 viene mostrata una coppia senza volto, con indosso delle parrucche, che vince un concorso di danza in uno spettacolo in bianco e nero della televisione che ricorda American Bandstand.